# Myxococcus
Myxococcus Thaxter, 1892 è un genere di batteri della famiglia Myxococcaceae.

## Caratteristiche
I mixococchi sono batteri Gram-negativi, formanti spore, chemioorganotrofi e aerobi obbligati. Hanno una forma ad asta allungata con estremità arrotondate o affusolate e sono privi di flagelli, dovendo quindi muoversi scivolando. 
È stato osservato che i batteri appartenenti a questo genere possono predare altri batteri.

## Tassonomia
Sono state identificate almeno undici specie di questo genere, tutte originariamente isolate nel suolo, e ciascuna di esse è stata caratterizzata utilizzando non solo i tradizionali test biochimici, ma anche confrontando tra loro sequenze di genoma intero. Questo approccio ha fornito la prova che il genere, come la maggior parte dei generi batterici, ha un nucleo di geni condiviso da tutti i membri del genere, insieme ad altri che sono limitati invece solo a particolari specie. Proprio un confronto tra sequenze genomiche ha portato a una recente modifica della tassonomia di questo genere, quando, nel 2020, è stato indicato che le specie M. xanthus, identificata nel 1941, e M. virescens, identificata nel 1892, non erano distinguibili.

### Specie
- Myxococcus coralloides
- Myxococcus disciformis
- Myxococcus eversor
- Myxococcus flavescens
- Myxococcus fulvus
- Myxococcus hansupus
- Myxococcus macrosporus
- Myxococcus stipitatus
- Myxococcus virescens
- Myxococcus vastator
- Myxococcus xanthus
- Myxococcus llanfairpwllgwyngyllgogerychwyrndrobwllllantysiliogogogochensis[1]

## Curiosità
Di questo genere fa parte la specie avente il più lungo tra i nomi scientifici esistenti, ossia il Myxococcus llanfairpwllgwyngyllgogerychwyrndrobwllllantysiliogogogochensis.